# Lübben (Spreewald)
Lübben (Spreewald) (kort Lübben, lågsorbiska: Lubin / Błota) är en stad och tillika huvudort i Landkreis Dahme-Spreewald i delstaten Brandenburg i Tyskland.

## Geografi
Lübben ligger i Spreewald vid floden Spree, som här förenas med bifloderna Berste, Roter Nil och Grosse Fliess.

## Administrativ indelning
Staden Lübben indelas administrativt i följande kommundelar:
- Lübbens stadskärna (lågsorbiska: Lubin)
- Hartmannsdorf (Hartmanojce)
- Lubolz (Lubolce)
  - Gross Lubolz (Wjelike Lubolce)
  - Klein Lubolz (Małe Lubolce)
- Neuendorf (Nowa Wjas)
- Radensdorf (Radom, Radowašojce)
- Steinkirchen (Kamjena)
- Treppendorf (Ranchow)

## Historia

### 1200 till 1900

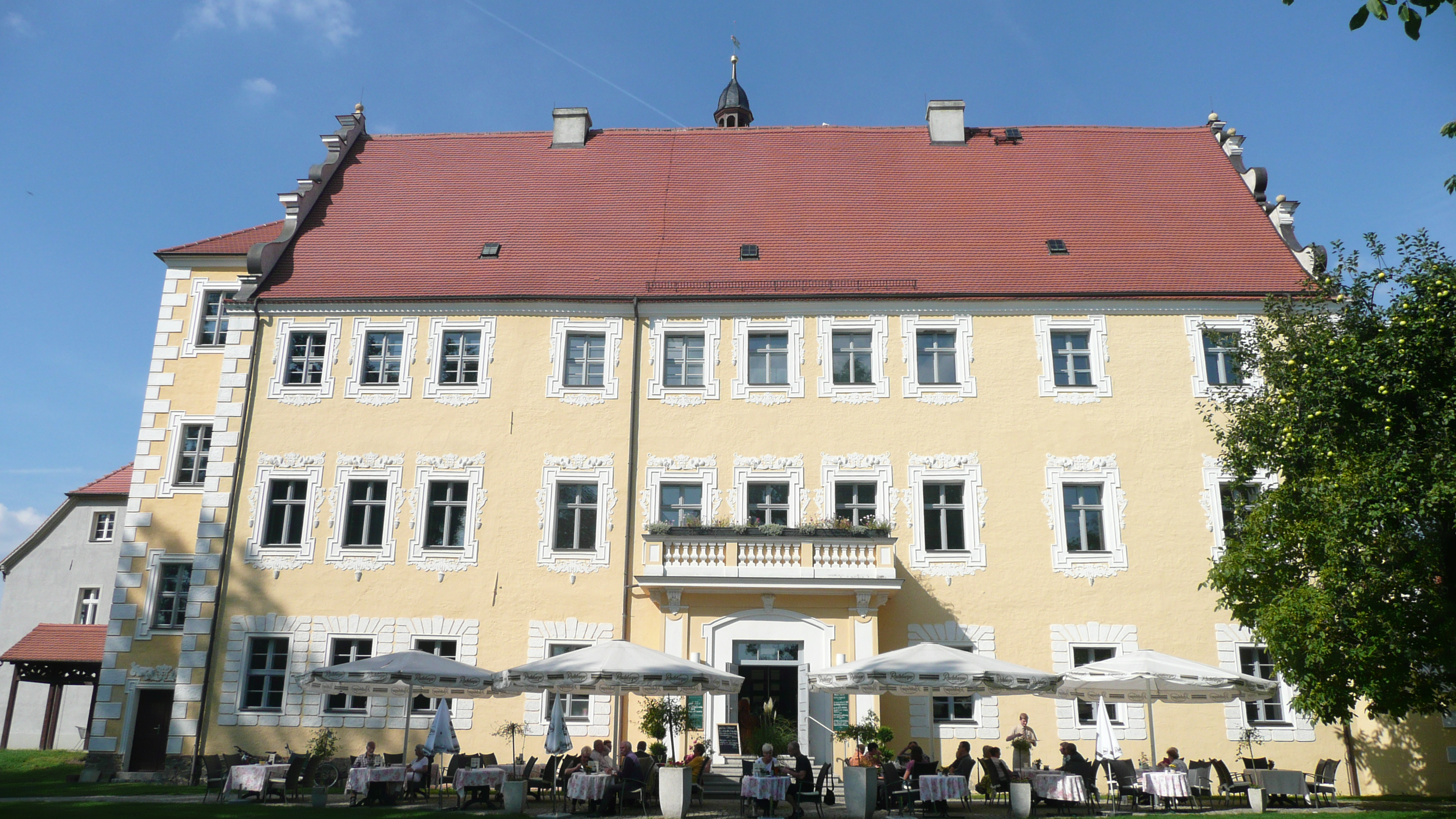
Slottet i Lübben.

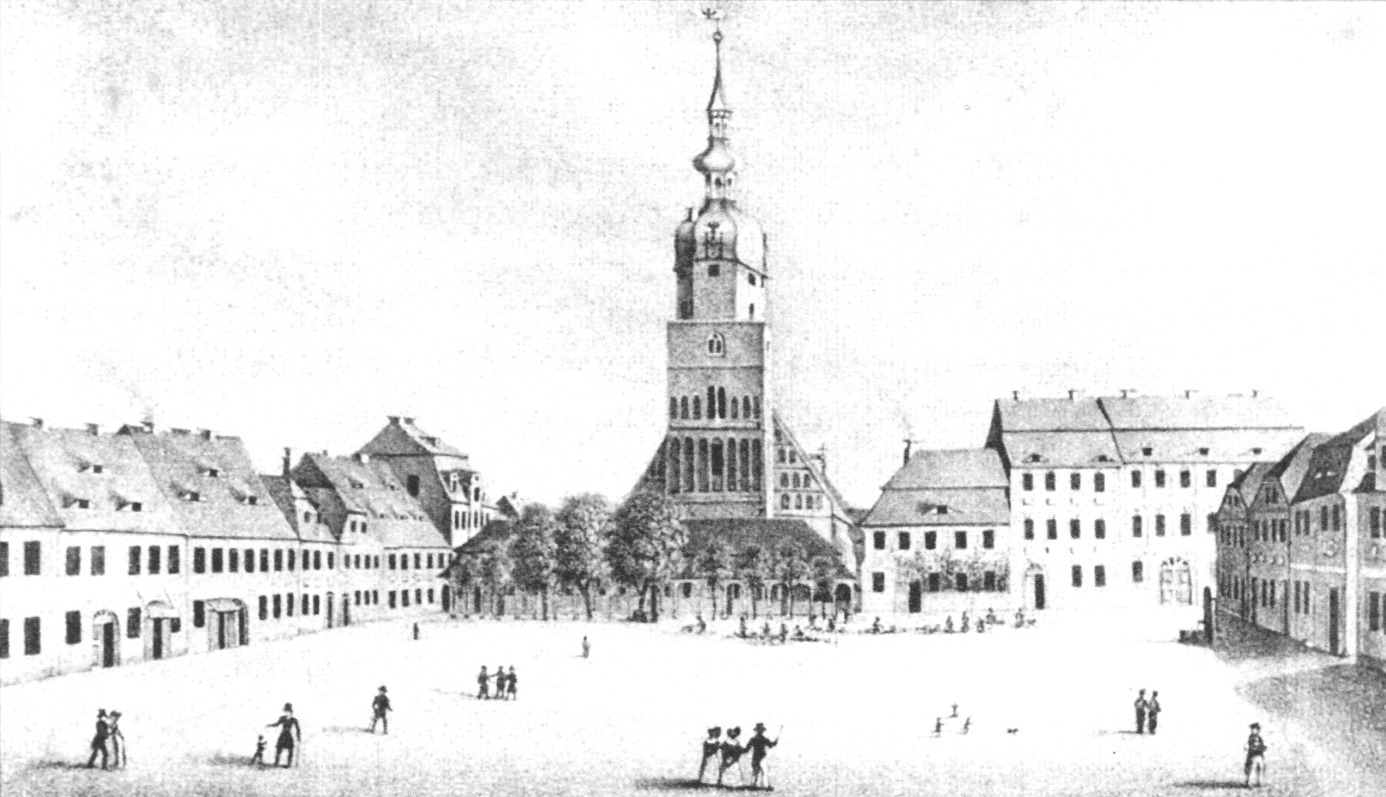
Torget omkring 1830.

Lübbens slott omnämns första gången som urbs Lubin omkring 1150 i Nienburgs klosters markförteckning.
Mellan 1210 och 1220 fick staden stadsrättigheter enligt Magdeburgrätten. Stadens centrala läge mellan Ober- och Unterspreewald gjorde platsen strategiskt viktig och till en viktig handelsplats.
Omkring 1300 övergick staden i klostret Dobrilugks ägo (i nuvarande Doberlug-Kirchhain). 1329 köptes staden av hertig Rudolf I av Sachsen-Wittenberg. Efter långa strider kom 1379 Niederlausitz i kejsaren Karl IV:s ägo och införlivades i Kungariket Böhmen, men länsherrar i Lübben var fortfarande hertigarna av Sachsen fram till 1422. Under hussiterkrigen kom staden att pantsättas till lokala länsherrar och fick ökat oberoende. 1448 ockuperades staden av markgreven Fredrik II av Brandenburg, som tvingade länsherrarna, bröderna von Polenz, att sälja staden och slottet för 10 000 rhenska gulden. Från 1462 återgick staden till att vara direkt underställd kungariket Böhmen och blev som del av detta 1526 en del av huset Habsburgs kronländer. 1623 blev området del av Kurfurstendömet Sachsen.
Staden och den omkringliggande trakten plundrades och brändes flera gånger under trettioåriga kriget.
Lübben var sedan 1400-talet huvudstad i markgrevskapet Niederlausitz och var säte för den lokala länsherren. 1815 blev Niederlausitz preussiskt och markgrevskapet, som dittills haft en hög grad av autonomi, anslöts nu till provinsen Brandenburg som del av den preussiska staten.

### 1900-1990
Stadens synagoga och den judiska kyrkogården förstördes 1938 i samband med Kristallnatten, och sedan 1988 finns en minnessten på platsen.
SS utropade staden till fästningsstad i april 1945, i slutskedet av andra världskriget. De resulterande häftiga striderna när Röda armén intog staden ledde till att staden förstördes till 85 procent. Omkring 300 soldater på båda sidor och 500 civila dog i striderna.
Under Östtyskland låg här en ammunitionsfabrik som tillverkade ammunition för Nationale Volksarmee.

### I det återförenade Tyskland
Genom de stora förvaltningsreformer som genomfördes i början av 1990-talet efter Tysklands återförening kom Lübben att bli huvudort i den nybildade Landkreis Dahme-Spreewald. Staden blev därmed ett viktigt centrum för den offentliga förvaltningen i regionen och delar myndigheterna med staden Königs Wusterhausen. I Lübben finns bland annat det regionala fullmäktige, länsstyrelsen och familjestödsfunktioner.
Under 2000-talets början har stadens centrum och marknadstorget genomgått omfattande renoveringar och nybyggnationer för att återskapa delar av den historiska stadsbilden. 2008 utnämndes staden till officiell mångfaldsstad av Tysklands förbundsregering.

## Befolkning
- Befolkningsutvecklingen i de nuvarande gränserna (Blå linje: Befolkning—Prickade linjen: Jämförelse med utvecklingen av Brandenburg—Grå bakgrund: Period av Nazi styre—Röd bakgrund: Period av kommunistiskt styre)
- Aktuella befolkningsutveckling (blå linjen) och prognoser (prickade linjen).

| År   | Invånare |
| ---- | -------- |
| 1875 | 9 168    |
| 1890 | 10 140   |
| 1910 | 12 370   |
| 1925 | 11 992   |
| 1933 | 12 018   |
| 1939 | 12 337   |
| 1946 | 12 726   |
| 1950 | 12 245   |
| 1964 | 14 717   |
| 1971 | 15 274   |

| År   | Invånare |
| ---- | -------- |
| 1981 | 15 727   |
| 1985 | 15 829   |
| 1989 | 15 712   |
| 1990 | 15 495   |
| 1991 | 15 257   |
| 1992 | 15 262   |
| 1993 | 15 139   |
| 1994 | 15 202   |
| 1995 | 15 091   |
| 1996 | 15 070   |

| År   | Invånare |
| ---- | -------- |
| 1997 | 15 054   |
| 1998 | 14 998   |
| 1999 | 15 095   |
| 2000 | 15 025   |
| 2001 | 14 845   |
| 2002 | 14 897   |
| 2003 | 14 807   |
| 2004 | 14 751   |
| 2005 | 14 627   |
| 2006 | 14 557   |

| År   | Invånare |
| ---- | -------- |
| 2007 | 14 346   |
| 2008 | 14 250   |
| 2009 | 14 179   |
| 2010 | 14 122   |
| 2011 | 13 869   |
| 2012 | 13 815   |
| 2013 | 13 707   |
| 2014 | 13 672   |
| 2015 | 13 824   |
| 2016 | 13 861   |

| År   | Invånare |
| ---- | -------- |
| 2017 | 13 964   |
| 2018 | 14 024   |
| 2019 | 14 022   |
| 2020 | 14 036   |

## Kultur och sevärdheter
Lübben är med sitt läge mitt i naturområdet Spreewald ett viktigt centrum för friluftsturism i regionen. Bland de historiska byggnader i staden som restaurerats efter andra världskriget märks Lübbens slott och Neuhaus slott, samt Paul Gerhardt-kyrkan vid stadens stora torg. Lübbens slott uppfördes i slutet av medeltiden på platsen för en äldre borg från 1100-talet, och fick sitt nuvarande huvudsakliga utseende vid en större restaurering i början av 1900-talet. I slottet finns ett stads- och regionmuseum som dels behandlar Niederlausitz förhistoria och äldre historia, med arkeologiska fynd från trakten, och dels staden Lübbens historia.

## Kommunikationer
Genom staden passerar förbundsvägarna B87, B115 och B320. I närheten passerar motorvägen A13 (Berlin - Dresden).
Lübbens järnvägsstation trafikeras av regionaltåg i riktning norrut mot Berlin och Wismar respektive söderut mot Cottbus och Senftenberg. I staden stannar även enstaka fjärrtåg på linjen Cottbus-Berlin-Hannover-Emden.

## Kända personer
- Karin Büttner-Janz, redskapsgymnast.
- Paul Gerhardt (1607–1676), luthersk teolog och psalmförfattare.
- Ernst von Houwald (1778–1845), dramatiker.
- Sylvio Kroll (född 1965), gymnast.
- Kornelia Kunisch (född 1959), handbollsspelare.
- Otto Theodor von Manteuffel (1805–1882), konservativ politiker, Preussens ministerpresident 1850–1858.
- Wilhelm August Roth (1833–1892), militärläkare.
- Ingo Spelly (född 1966), kanotist.
- Christian Friedrich Voss (1724–1795), förläggare, utgivare av Vossische Zeitung.

## Galleri

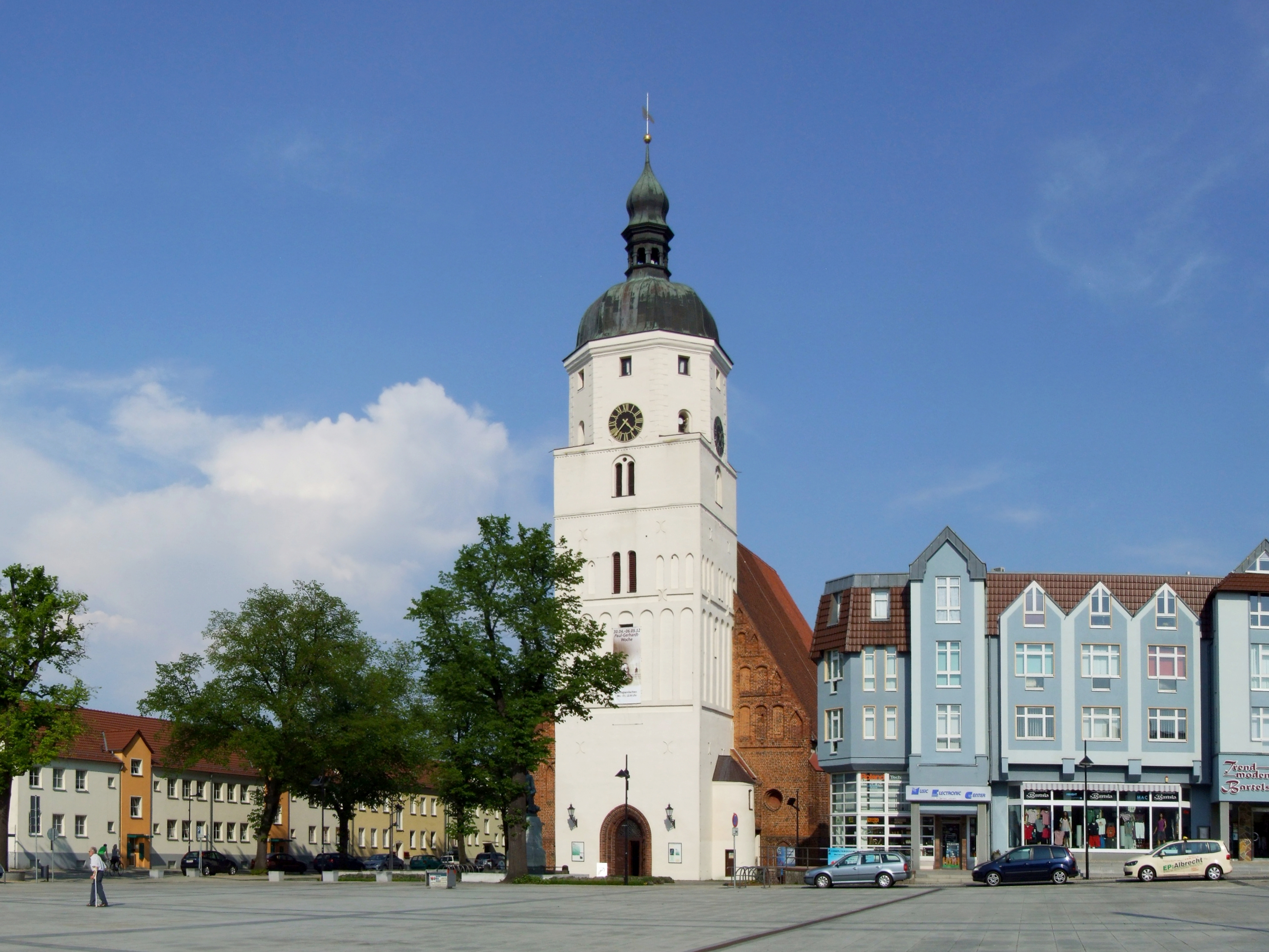
Kyrkan.
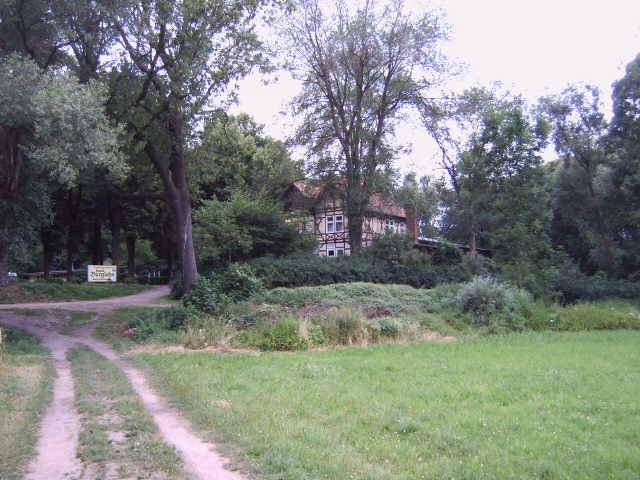
Vallarna runt staden.
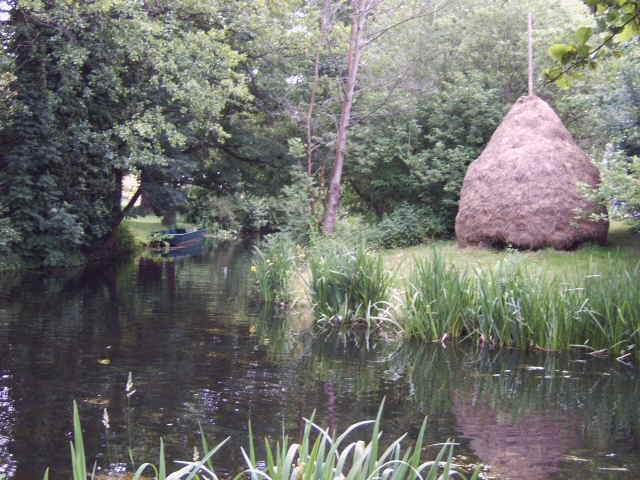
Slottsön.